# Rue des Pavots (Bruxelles)
Pour les articles homonymes, voir Rue des Pavots.
La rue des Pavots (en néerlandais : Papaverstraat) est une rue bruxelloise de la commune de Schaerbeek qui va de l'avenue Rogier au boulevard Général Wahis en passant par l'avenue Ernest Cambier.
La rue des Pavots est le prolongement de la rue de la Luzerne et se termine en faisant face au boulevard Léopold III.
On appelle pavots toutes les papavéracées du genre Papaver, regroupant plusieurs espèces dont la plus courante de nos régions est le coquelicot (Papaver rhoeas).

## Adresses notables
- no 17 : Unité scoute 48e (Les Scouts FCSBPB)
- no 50 : Association des descendants du gouvernement provisoire Belge de 1830 - Vereniging van de afstammelingen van het Belgische voorlopige bewind van 1830
- Au coin de la rue des Pavots et du boulevard Général Wahis: ancienne maison de Jacques Brel, dans laquelle il composa notamment "Le Plat Pays". Une plaque rappelant son passage est d'ailleurs apposée à l'entrée de la maison. Officiellement, cette maison est adressée sur le boulevard Wahis, mais son entrée se situe sur la rue des Pavots, à la suite du no 49.